# 後月郡
- 令制国一覧 > 山陽道 > 備中国 > 後月郡
- 日本 > 中国地方 > 岡山県 > 後月郡

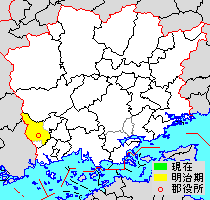
岡山県後月郡の位置

後月郡（しつきぐん）は、岡山県（備中国）にあった郡。

## 郡域
1878年（明治11年）に行政区画として発足した当時の郡域は、井原市の大部分（大江町・上稲木町・下稲木町・岩倉町・美星町各町を除く）にあたる。

## 歴史
当郡の郡名が見える最古のものは藤原宮跡から出土した木簡で、「後木評」とある。郡を評としていることから701年の大宝律令以前の物であることがわかる。大宝律令の際に現在の表記「後月郡」に改められた。平城宮跡からは「後月郡後月郷」と記された木簡が出土されており、後月郷は後の駅家郷と考えられている。郡衙の位置は荏原郷・足次郷・出部郷など諸説あり、特定できていない。郡制廃止後の地方事務所設置の際は、小田郡と合同の小田後月地方事務所が小田郡笠岡町（現・笠岡市）に置かれた。

### 近世以降の沿革
- 「旧高旧領取調帳」に記載されている明治初年時点での支配は以下の通り。●は村内に寺社領が存在。（39村）

| 知行   | 知行                 | 村数 | 村名 |
| ------ | -------------------- | ---- | --- |
| 幕府領 | 大森代官所           | 2村  | 高屋村、敷名村 |
| 幕府領 | 旗本領               | 3村  | ●井原村、宇戸川村、上鴫村 |
| 幕府領 | 一橋徳川家領         | 22村 | ●西江原村、寺戸村、●北山村、青野村、西方村、門田村、山野上村、●笹賀村、下出部村、上出部村、七日市村、東三原村、西三原村、下鴫村、山村、名越村、花滝村、簗瀬村、与井村、●吉井村、天神山村、川相村 |
| 幕府領 | 倉敷代官所・旗本領   | 1村  | 片塚村 |
| 幕府領 | 旗本領・一橋徳川家領 | 5村  | 神代村、東江原村、梶江村、池谷村、●木之子村 |
| 藩領   | 摂津麻田藩           | 6村  | 稗原村、佐屋村、北種村、中種村、南種村、井山村 |

- 慶応4年5月16日（1868年7月5日） - 幕府領が倉敷県の管轄となる。
- 明治3年（1870年） - この年までに旗本領・一橋徳川家領が倉敷県の管轄となる。
- 明治4年
  - 7月14日（1871年8月29日） - 廃藩置県により、藩領が麻田県の管轄となる。
  - 11月15日（1871年12月26日） - 第1次府県統合により、全域が深津県の管轄となる。
- 明治5年6月5日（1872年7月10日） - 小田県の管轄となる。
- 明治8年（1875年）
  - 12月20日 - 第2次府県統合により岡山県の管轄となる。
  - 寺戸村が西江原村に、七日市村が上出部村に、名越村が花滝村にそれぞれ合併。（36村）
- 明治9年（1876年）（33村）
  - 北種村・中種村・南種村が合併して種村となる。
  - 敷名村が井原村に合併。
- 明治11年（1878年）9月29日 - 郡区町村編制法の岡山県での施行により、行政区画としての後月郡が発足。郡役所が井原村に設置。

### 町村制以降の沿革
- 明治22年（1889年）6月1日 - 町村制の施行により、以下の各村が発足。全域が現・井原市。（17村）
  - 高屋村（単独村制）
  - 出部村 ← 笹賀村、下出部村、上出部村
  - 県主村 ← 西方村、門田村
  - 木之子村、東江原村、神代村、西江原村、山野上村（それぞれ単独村制）
  - 青野村 ← 青野村、稗原村、北山村
  - 井原村（単独村制）
  - 明治村 ← 花滝村、種村、佐屋村、池谷村、井山村、片塚村
  - 芳水村 ← 梶江村、簗瀬村、与井村、宇戸川村
  - 足次村 ← 吉井村、天神山村、川相村
  - 三原村 ← 東三原村、西三原村
  - 下鴫村、山村、上鴫村（それぞれ単独村制）
- 明治29年（1896年）2月26日 - 井原村が町制施行して井原町となる。（1町16村）
- 明治33年（1900年）4月1日（1町13村）
  - 郡制を施行。
  - 東江原村・神代村が合併して荏原村が発足。
  - 下鴫村・山村・上鴫村が合併して共和村が発足。
- 明治37年（1904年）4月1日 - 芳水村・足次村が合併して芳井村が発足。（1町12村）
- 大正11年（1922年）4月1日 - 高屋村が町制施行して高屋町となる。（2町11村）
- 大正12年（1923年）4月1日 - 郡会が廃止。郡役所は存続。
- 大正13年（1924年）10月1日 - 芳井村が町制施行して芳井町となる。（3町10村）
- 大正14年（1925年）4月1日 - 西江原村が町制施行して西江原町となる。（4町9村）
- 大正15年（1926年）7月1日 - 郡役所が廃止。以降は地域区分名称となる。
- 昭和17年（1942年）4月1日 - 井原町・出部村が合併し、改めて井原町が発足。（4町8村）
- 昭和28年（1953年）4月1日 - 井原町・西江原町・高屋町・荏原村・木之子村・県主村・青野村・山野上村が小田郡稲倉村・大江村と合併して井原市が発足し、郡より離脱。（1町3村）
- 昭和29年（1954年）5月1日 - 芳井町・明治村・共和村・三原村が合併し、改めて芳井町が発足。（1町）
- 平成17年（2005年）3月1日 - 芳井町が井原市に編入。同日後月郡消滅。

### 変遷表
| 明治22年以前 | 明治22年6月1日 | 明治22年 -明治45年     | 大正1年 - 昭和20年      | 昭和21年 - 昭和63年   | 平成1年 - 現在              | 現在   |
| ------------ | -------------- | ---------------------- | ----------------------- | --------------------- | --------------------------- | ------ |
|              | 井原村         | 明治29年2月26日 井原町 | 昭和17年4月1日 井原町   | 昭和28年4月1日 井原市 | 井原市                      | 井原市 |
|              | 出部村         | 出部村                 | 昭和17年4月1日 井原町   | 昭和28年4月1日 井原市 | 井原市                      | 井原市 |
|              | 高屋村         | 高屋村                 | 大正11年4月1日 高屋町   | 昭和28年4月1日 井原市 | 井原市                      | 井原市 |
|              | 西江原村       | 西江原村               | 大正14年4月1日 西江原町 | 昭和28年4月1日 井原市 | 井原市                      | 井原市 |
|              | 県主村         | 県主村                 | 県主村                  | 昭和28年4月1日 井原市 | 井原市                      | 井原市 |
|              | 木之子村       | 木之子村               | 木之子村                | 昭和28年4月1日 井原市 | 井原市                      | 井原市 |
|              | 山野上村       | 山野上村               | 山野上村                | 昭和28年4月1日 井原市 | 井原市                      | 井原市 |
|              | 青野村         | 青野村                 | 青野村                  | 昭和28年4月1日 井原市 | 井原市                      | 井原市 |
|              | 神代村         | 明治33年4月1日 荏原村  | 荏原村                  | 昭和28年4月1日 井原市 | 井原市                      | 井原市 |
|              | 東江原村       | 明治33年4月1日 荏原村  | 荏原村                  | 昭和28年4月1日 井原市 | 井原市                      | 井原市 |
|              |                |                        | 小田郡 大江村           | 昭和28年4月1日 井原市 | 井原市                      | 井原市 |
|              |                |                        | 小田郡 稲倉村           | 昭和28年4月1日 井原市 | 井原市                      | 井原市 |
|              | 芳水村         | 明治37年4月1日 芳井村  | 大正13年10月1日 芳井町  | 昭和29年5月1日 芳井町 | 平成17年3月1日 井原市へ編入 | 井原市 |
|              | 足次村         | 明治37年4月1日 芳井村  | 大正13年10月1日 芳井町  | 昭和29年5月1日 芳井町 | 平成17年3月1日 井原市へ編入 | 井原市 |
|              | 明治村         | 明治村                 | 明治村                  | 昭和29年5月1日 芳井町 | 平成17年3月1日 井原市へ編入 | 井原市 |
|              | 三原村         | 三原村                 | 三原村                  | 昭和29年5月1日 芳井町 | 平成17年3月1日 井原市へ編入 | 井原市 |
|              | 山村           | 明治33年4月1日 共和村  | 共和村                  | 昭和29年5月1日 芳井町 | 平成17年3月1日 井原市へ編入 | 井原市 |
|              | 下鴫村         | 明治33年4月1日 共和村  | 共和村                  | 昭和29年5月1日 芳井町 | 平成17年3月1日 井原市へ編入 | 井原市 |
|              | 上鴫村         | 明治33年4月1日 共和村  | 共和村                  | 昭和29年5月1日 芳井町 | 平成17年3月1日 井原市へ編入 | 井原市 |

## 行政
歴代郡長
| 代 | 氏名 | 就任年月日                | 退任年月日                | 備考                   |
| -- | ---- | ------------------------- | ------------------------- | ---------------------- |
| 1  |      | 明治11年（1878年）9月29日 |                           |                        |
|    |      |                           | 大正15年（1926年）6月30日 | 郡役所廃止により、廃官 |